# Universidade de Najrã
Universidade de Najrã é uma universidade regional inaugurada em 2006 em Najrã, na região de Najrã, na Arábia Saudita. Foi a primeira universidade local, mas sua abertura causou polêmicas, pois de acordo com alguns ativistas políticos najranos, foi criada com base numa agenda falsa e por ocasião da contratação dos funcionários, houve alegada discriminação da população local.